# Gotthelf August Eichler
Gotthelf August Eichler, auch Gotthilf August Eichler, (* 26. Januar 1821 in Körlitz bei Wurzen; † 21. September 1896 in Leipzig) war ein deutscher Taubstummenlehrer.

## Leben
Gotthelf August Eichler war an der Fürstenschule Grimma, dort als erster Zögling zum Primus Omnium ernannt, besuchte dann das 1838 gegründete Königliche Schullehrerseminar in Grimma und wurde dort bis 1839 zum Lehrer ausgebildet.
1849 promovierte er an der Universität Leipzig zum Doktor der Philosophie.
1841 wurde Eichler Hilfslehrer an der Taubstummenanstalt in Leipzig, heute die Sächsische Landesschule für Hörgeschädigte Leipzig, Förderzentrum Samuel Heinicke. 1850 heiratete er Amalie Juliane Elisabeth Reich (1820–1892), die Enkelin des Gründers Samuel Heinicke und Tochter von Carl Gottlob Reich, der bis 1852 die Anstalt leitete. 1852 wurde Eichler zum Nachfolger von Reich bestellt. Er stand der Anstalt bis Ostern 1896 als Direktor vor.
Eine Stiftung von 250 Bänden an die Bibliothek der Schule bildete einen Grundstock der heute bestehenden Bibliothek Hör- und Sprachgeschädigtenwesen in Leipzig.
1997 wurde eine Straße in Leipzig nach Eichler benannt.

## Schriften
- Reden zur Feier des 100jährigen Bestehens des Taubstummen-Instituts zu Leipzig. Gehalten am 14. April 1878. Leipzig 1878.
- Nachrichten über das Taubstummen-Institut zu Leipzig : womit zu einer am 19. April d. J. ... zu haltenden öffentlichen Prüfung der Zöglinge ... einladet. Teubner, Leipzig 1858.